# 斑冠蜂鸟
，是雨燕目蜂鸟科的一种鸟类。
斑冠蜂鸟体重约2.7克，翼长约38.4毫米，嘴峰长约12.8毫米，喙宽度约1.2毫米，喙厚度约1.2毫米，跗蹠长约4.4毫米，尾长约24.1毫米。斑冠蜂鸟在其分布区内为留鸟，其栖息在半开放的人工改造的环境中，食性为草食性，主要食物来源是植物的花蜜。
斑冠蜂鸟分布于哥伦比亚东部至委内瑞拉西部和秘鲁北部的安第斯山脉山区。该物种是单型物种，没有亚种分化。